# آب‌انبار حاج رحمت‌الله
آب‌انبار حاج رحمت‌الله  مربوط به دوره پهلوی است و در شهرستان اردکان، روستای ترک آباد، خیابان امام خمینی (ره) واقع شده و این اثر در تاریخ ۱ مهر ۱۳۸۲ با شمارهٔ ثبت ۱۰۴۳۶ به‌عنوان یکی از آثار ملی ایران به ثبت رسیده‌است.